# Ruhans
Ruhans ist eine Gemeinde im französischen Département Haute-Saône in der Region Bourgogne-Franche-Comté.

## Geographie
Ruhans liegt auf einer Höhe von 295 m über dem Meeresspiegel, etwa 18 Kilometer südlich der Stadt Vesoul (Luftlinie). Das Dorf erstreckt sich nördlich des Flusstals des Ognon, in einer Rodungsinsel auf dem Plateau südlich des Taleinschnitts der Quenoche, zwischen den Waldhöhen von Bois Lajus im Norden und Les Grands Bois im Süden.
Die Fläche des 4,95 km² großen Gemeindegebiets umfasst einen Abschnitt der gewellten Landschaft zwischen den Flusstälern von Ognon im Süden und Saône im Nordwesten. Der zentrale Teil des Gebietes wird in West-Ost-Richtung vom Taleinschnitt der Quenoche durchquert, die für die Entwässerung zur Linotte sorgt. Die flache Talniederung mit fruchtbaren Alluvialböden weist eine Breite von maximal 500 Metern auf und liegt durchschnittlich auf 250 m. Flankiert wird das Tal der Quenoche auf beiden Seiten von plateauartigen, bewaldeten Anhöhen, die meist Höhen von 300 bis 320 m erreichen. Sie bestehen zumeist aus Kalkschichten der oberen Jurazeit und werden durch kurze Seitentäler der Quenoche untergliedert. Südlich des Tals dehnen sich die Hochfläche von Ruhans (bis 332 m) und die Grands Bois aus. Nach Norden erstreckt sich das Gemeindeareal in die Waldungen des Bois Lajus, in dem mit 362 m die höchste Erhebung von Ruhans erreicht wird.
Zu Ruhans gehören zwei Weilersiedlungen:
- Millaudon (260 m) im Tal der Quenoche
- La Villedieu-lès-Quenoche (310 m) in einer Rodungsinsel in den Grands Bois

Nachbargemeinden von Ruhans sind Authoison im Norden, Villers-Pater und Beaumotte-Aubertans im Osten, Cirey und Rioz im Süden sowie Quenoche im Westen.

## Geschichte
Überreste eines gallorömischen Landgutes weisen auf eine frühe Besiedlung des Gemeindegebietes hin. Im Mittelalter gehörte Ruhans zur Freigrafschaft Burgund und darin zum Gebiet des Bailliage d’Amont. Es war der Baronie von Fondremand unterstellt, während die kirchliche Hoheit bei der Kommende von La Villedieu-en-Fontenette lag. Zusammen mit der Franche-Comté gelangte Ruhans mit dem Frieden von Nimwegen 1678 definitiv an Frankreich. Seit der Zeit der Französischen Revolution bildeten Ruhans und Millaudon eine Gemeinde. Zu einer Gebietsveränderung kam es 1965, als der Weiler La Villedieu-lès-Quenoche (1962: 17 Einwohner), vorher eine eigenständige Gemeinde, mit Ruhans fusioniert wurde. Heute ist Ruhans Mitglied des 33 Ortschaften umfassenden Gemeindeverbandes Communauté de communes du Pays Riolais.

## Sehenswürdigkeiten
Die einschiffige Kirche von Ruhans wurde 1769 neu erbaut. In Millaudon befindet sich ein Lavoir (ehemaliges Waschhaus und Viehtränke).

## Bevölkerung
| Jahr                       | 1962 | 1968 | 1975 | 1982 | 1990 | 1999 |
| Einwohner                  | 93   | 89   | 75   | 111  | 105  | 111  |
| Quellen: Cassini und INSEE |      |      |      |      |      |      |

Mit 149 Einwohnern (1. Januar 2022) gehört Ruhans zu den kleinsten Gemeinden des Département Haute-Saône. Nachdem die Einwohnerzahl in der ersten Hälfte des 20. Jahrhunderts stets im Bereich zwischen 70 und 110 Personen gelegen hatte, wurde seit Mitte der 1970er Jahre ein leichtes Bevölkerungswachstum verzeichnet.

## Wirtschaft und Infrastruktur
Ruhans war bis weit ins 20. Jahrhundert hinein ein vorwiegend durch die Landwirtschaft (Ackerbau, Obstbau und Viehzucht) und die Forstwirtschaft geprägtes Dorf. Die Wasserkraft der Quenoche wurde früher für den Betrieb von drei Mühlen genutzt. Wichtigste Arbeitgeberin im Dorf ist heute eine Sägerei mit rund 35 Angestellten. Daneben gibt es einige Betriebe des lokalen Kleingewerbes. Viele Erwerbstätige sind auch Wegpendler, die in den größeren Ortschaften der Umgebung ihrer Arbeit nachgehen.
Die Ortschaft liegt abseits der größeren Durchgangsachsen an einer Departementsstraße, die von Loulans-Verchamps nach Quenoche führt. Eine weitere Straßenverbindung besteht mit Dournon.